# Championnat de France de basket-ball 2015-2016
Navigation
2014-2015 2016-2017
| \| Monaco Antibes Chalon Châlons Cholet Dijon Gravelines Le Havre Le Mans Limoges Villeurbanne Nancy Nanterre Orléans Paris Pau Rouen Strasbourg \| Localisation des clubs engagés. |
| Monaco Antibes Chalon Châlons Cholet Dijon Gravelines Le Havre Le Mans Limoges Villeurbanne Nancy Nanterre Orléans Paris Pau Rouen Strasbourg                                       |

La saison 2015-2016 de Pro A est la quatre-vingt-quatorzième édition du championnat de France masculin de basket-ball, la vingt-neuvième depuis la création de la LNB et la vingt-troisième sous l'appellation « Pro A ».
Lyon-Villeurbanne, cinquième de la saison régulière, remporte son dix-huitième titre de champion de France face à Strasbourg, défait pour la quatrième fois consécutive en finale. Le pivot américain de l'Élan Chalon Devin Booker est élu meilleur joueur de la saison.

## Formule de la compétition
Dix-huit équipes s'affrontent sous forme de matches aller-retour lors de la saison régulière, du 2 octobre 2015 au 10 mai 2016. Chaque équipe dispute en conséquence trente-quatre matches, dont dix-sept à domicile et dix-sept à l'extérieur. Un classement est établi après chaque journée, se basant sur le ratio entre le nombre de victoires et le nombre de matches joués.
Au terme de la phase aller, les équipes classées de la première à la huitième place sont qualifiées pour la Leaders Cup. Cette compétition à élimination directe se déroule du 19 au 21 février 2016, à Disneyland Paris.
À l'issue de la saison régulière, les huit premières équipes sont qualifiées pour les playoffs. Cette compétition comprend successivement des quarts de finale au meilleur des trois manches, puis des demi-finales et une finale au meilleur des cinq manches. Le vainqueur des playoffs est désigné champion de France.
Les équipes classées 17e et 18e sont reléguées en Pro B.

## Clubs participants

### Clubs engagés
Les seize premiers de la saison 2014-2015 de Pro A, le premier de la saison régulière ainsi que le vainqueur des playoffs d'accession du championnat de France de Pro B 2014-2015 sont engagés dans la compétition.
| Club                           | Dernière montée | Classement 2014-2015 | Entraîneur                          | Depuis | Salle                                                     | Capacité théorique | Saisons en Pro A |
| ------------------------------ | --------------- | -------------------- | ----------------------------------- | ------ | --------------------------------------------------------- | ------------------ | ---------------- |
| Strasbourg IG Basket           | 1999            | 1                    | Vincent Collet                      | 2011   | Rhénus Sport                                              | 6 200              | 47               |
| Nanterre 92                    | 2011            | 2                    | Pascal Donnadieu                    | 1987   | Palais des sports Maurice Thorez                          | 3 000              | 5                |
| Limoges CSP                    | 2012            | 3                    | Philippe Hervé Duško Vujošević      | 2016   | Palais des Sports de Beaublanc                            | 5 516              | 31               |
| Le Mans Sarthe Basket          | 1990            | 4                    | Erman Kunter                        | 2014   | Antarès                                                   | 6 023              | 51               |
| ASVEL Lyon-Villeurbanne        | 1948            | 5                    | JD Jackson                          | 2014   | Astroballe                                                | 5 643              | 67               |
| STB Le Havre                   | 2000            | 6                    | Thomas Drouot                       | 2015   | Salle des Docks Océane                                    | 3 298              | 19               |
| SLUC Nancy Basket              | 1994            | 7                    | Alain Weisz                         | 2013   | Palais des sports Jean-Weille                             | 6 027              | 22               |
| Élan sportif chalonnais        | 1996            | 8                    | Jean-Denys Choulet                  | 2013   | Le Colisée                                                | 4 948              | 20               |
| BCM Gravelines Dunkerque       | 1988            | 9                    | Christian Monschau                  | 2008   | Sportica                                                  | 3 043              | 28               |
| JDA Dijon                      | 2011            | 10                   | Laurent Legname                     | 2015   | Palais des Sports Jean-Michel Geoffroy                    | 4 628              | 27               |
| Paris-Levallois Basket         | 2009            | 11                   | Antoine Rigaudeau Frédéric Fauthoux | 2016   | Stade Pierre-de-Coubertin Palais des sports Marcel-Cerdan | 4 016 3 000        | 48               |
| Champagne Châlons Reims Basket | 2014            | 12                   | Nikola Antić                        | 2010   | Complexe René-Tys Palais des sports Pierre-de-Coubertin   | 2 781 2 791        | 2                |
| Élan béarnais Pau-Lacq-Orthez  | 2013            | 13                   | Éric Bartecheky                     | 2015   | Palais des sports de Pau                                  | 7 800              | 41               |
| Cholet Basket                  | 1987            | 14                   | Laurent Buffard Jérôme Navier       | 2015   | La Meilleraie                                             | 5 191              | 29               |
| Rouen Métropole Basket         | 2014            | 15                   | Rémy Valin                          | 2015   | Kindarena                                                 | 6 000              | 2                |
| Orléans Loiret Basket          | 2006            | 16                   | Pierre Vincent                      | 2015   | Zénith d'Orléans Palais des sports d'Orléans              | 5 500 3 222        | 10               |
| Monaco                         | 2015            | 1 (Pro B)            | Zvezdan Mitrović                    | 2015   | Salle Gaston Médecin                                      | 2 750              | 18               |
| Antibes                        | 2015            | 2 (Pro B)            | Julien Espinosa                     | 2015   | Azur Arena Antibes                                        | 5 249              | 41               |

Légende des couleurs
- Champion en titre
- Vice-champion en titre
- Promu de Pro B 2014-2015

## Saison régulière

### Classement
| Rang | Équipe               | %  | J  | G  | P  | Pp   | Pc   | GA   |
| ---- | -------------------- | -- | -- | -- | -- | ---- | ---- | ---- |
| 1    | Monaco P             | 79 | 34 | 27 | 7  | 2746 | 2540 | 206  |
| 2    | Strasbourg C F L     | 74 | 34 | 25 | 9  | 2677 | 2504 | 173  |
| 3    | Le Mans              | 68 | 34 | 23 | 11 | 2617 | 2495 | 122  |
| 4    | Chalon-sur-Saône     | 65 | 34 | 22 | 12 | 2985 | 2807 | 178  |
| 5    | Lyon-Villeurbanne    | 62 | 34 | 21 | 13 | 2503 | 2339 | 164  |
| 6    | Gravelines-Dunkerque | 62 | 34 | 21 | 13 | 2564 | 2424 | 140  |
| 7    | Pau-Lacq-Orthez      | 62 | 34 | 21 | 13 | 2656 | 2601 | 55   |
| 8    | Nanterre 92          | 62 | 34 | 21 | 13 | 2708 | 2546 | 162  |
| 9    | Dijon                | 56 | 34 | 19 | 15 | 2484 | 2356 | 128  |
| 10   | Limoges T            | 53 | 34 | 18 | 16 | 2575 | 2461 | 114  |
| 11   | Orléans              | 50 | 34 | 17 | 17 | 2501 | 2587 | -86  |
| 12   | Antibes P            | 41 | 34 | 14 | 20 | 2524 | 2609 | -85  |
| 13   | Châlons-Reims        | 41 | 34 | 14 | 20 | 2692 | 2763 | -71  |
| 14   | Paris Levallois      | 35 | 34 | 12 | 22 | 2380 | 2620 | -240 |
| 15   | Cholet               | 32 | 34 | 11 | 23 | 2465 | 2762 | -297 |
| 16   | Nancy                | 29 | 34 | 10 | 24 | 2686 | 2776 | -90  |
| 17   | Rouen                | 18 | 34 | 6  | 28 | 2523 | 2955 | -432 |
| 18   | Le Havre             | 12 | 34 | 4  | 30 | 2468 | 2883 | -415 |

| Légende :                                     |
| - Qualification pour les playoffs             |
| - Relégation en Pro B                         |
| T : Tenant du titre                           |
| F : Finaliste de Pro A 2014-2015              |
| P : Promu de Pro B 2014-2015                  |
| C : Vainqueur de la Coupe de France 2014-2015 |
| L : Vainqueur de la Leaders Cup 2015          |
| 0                                             |
| Source: lnb.fr                                |

Règlement :
Le classement est établi en tenant compte :
- du pourcentage de matchs gagnés sur le nombre de matchs joués (il est attribué un match gagné en moins pour une rencontre perdue par forfait ou pénalité),
- du point-average particulier.

Les huit premiers sont qualifiés pour les play-offs. Les deux derniers sont relégués en Pro B.

### Matches
| Résultats (dom.\ext.)                                              | ANT   | CHA     | CHR    | CHO    | DIJ   | GRA   | LEH   | LEM   | LIM   | LYO   | MON    | NCY     | NTR     | ORL   | PAR   | PAU    | ROU    | STR   |
| Antibes                                                            |       | 82-111  | 89-65  | 85-79  | 74-63 | 59-78 | 67-70 | 76-80 | 83-71 | 72-61 | 80-67  | 93-77   | 82-72   | 66-64 | 86-77 | 64-68  | 87-81  | 79-85 |
| Chalon-sur-Saône                                                   | 89-83 |         | 82-70  | 100-77 | 85-81 | 55-78 | 87-72 | 95-77 | 67-65 | 89-86 | 101-81 | 92-83   | 94-100  | 75-79 | 95-60 | 104-96 | 108-74 | 88-76 |
| Châlons-Reims                                                      | 90-76 | 101-111 |        | 86-83  | 76-78 | 98-69 | 87-84 | 65-92 | 73-58 | 82-72 | 87-88  | 71-77   | 70-72   | 69-73 | 70-68 | 72-83  | 82-77  | 66-87 |
| Cholet                                                             | 94-79 | 75-73   | 79-92  |        | 79-73 | 64-76 | 77-84 | 69-70 | 70-79 | 86-82 | 77-90  | 85-83   | 58-82   | 65-86 | 86-75 | 86-90  | 87-90  | 85-93 |
| Dijon                                                              | 67-46 | 82-98   | 92-68  | 68-43  |       | 54-74 | 89-69 | 76-58 | 99-80 | 72-49 | 65-59  | 83-56   | 84-76   | 87-68 | 71-63 | 77-78  | 82-70  | 77-54 |
| Gravelines-Dunkerque                                               | 79-61 | 80-71   | 82-90  | 82-78  | 89-68 |       | 85-74 | 61-79 | 78-54 | 79-63 | 72-57  | 85-77   | 66-76   | 71-53 | 71-59 | 80-72  | 89-67  | 74-79 |
| Le Havre                                                           | 81-84 | 70-95   | 66-94  | 92-85  | 66-73 | 63-83 |       | 73-76 | 73-78 | 79-66 | 85-90  | 85-92   | 59-74   | 72-93 | 65-98 | 78-85  | 75-79  | 69-76 |
| Le Mans                                                            | 74-67 | 109-83  | 80-86  | 69-79  | 62-57 | 73-69 | 98-58 |       | 65-80 | 82-64 | 96-99  | 81-64   | 84-82   | 65-69 | 65-59 | 76-73  | 82-81  | 79-70 |
| Limoges                                                            | 83-66 | 88-94   | 93-86  | 80-55  | 82-48 | 79-63 | 86-67 | 81-72 |       | 52-64 | 72-79  | 101-66  | 68-77   | 82-45 | 84-62 | 79-76  | 88-67  | 64-76 |
| Lyon-Villeurbanne                                                  | 83-69 | 84-81   | 84-63  | 57-58  | 69-67 | 59-56 | 85-55 | 90-56 | 73-78 |       | 67-74  | 66-62   | 66-59   | 79-57 | 72-63 | 82-73  | 77-66  | 63-84 |
| Monaco                                                             | 68-61 | 95-71   | 86-80  | 91-79  | 81-69 | 89-80 | 82-65 | 79-74 | 79-67 | 78-66 |        | 81-73   | 83-81   | 81-76 | 81-68 | 90-82  | 90-58  | 70-76 |
| Nancy                                                              | 83-86 | 89-99   | 84-66  | 65-67  | 80-64 | 75-81 | 98-68 | 69-77 | 58-54 | 73-83 | 80-81  |         | 121-120 | 92-99 | 63-75 | 58-59  | 90-74  | 72-80 |
| Nanterre                                                           | 74-71 | 82-88   | 74-65  | 91-81  | 52-72 | 56-76 | 97-64 | 71-82 | 90-76 | 73-78 | 82-76  | 91-85   |         | 76-61 | 93-68 | 81-77  | 76-57  | 95-63 |
| Orléans                                                            | 78-72 | 71-77   | 78-77  | 72-70  | 74-64 | 85-80 | 92-75 | 73-82 | 69-73 | 50-70 | 71-93  | 81-76   | 80-90   |       | 76-70 | 82-85  | 78-65  | 69-63 |
| Paris-Levallois                                                    | 75-71 | 99-86   | 99-101 | 75-71  | 75-89 | 83-63 | 78-73 | 60-64 | 80-73 | 58-87 | 67-94  | 75-91   | 61-58   | 82-78 |       | 79-55  | 68-80  | 87-93 |
| Pau-Lacq-Orthez                                                    | 80-66 | 84-76   | 75-66  | 83-71  | 66-69 | 85-64 | 97-81 | 90-77 | 66-61 | 58-87 | 66-80  | 108-104 | 86-78   | 85-70 | 76-62 |        | 85-74  | 79-90 |
| Rouen                                                              | 71-80 | 92-87   | 80-98  | 80-90  | 66-70 | 84-85 | 80-72 | 61-79 | 94-99 | 65-99 | 61-74  | 78-92   | 70-80   | 75-77 | 78-93 | 69-73  |        | 88-79 |
| Strasbourg                                                         | 71-62 | 86-78   | 92-80  | 89-77  | 71-54 | 85-66 | 77-59 | 66-82 | 81-67 | 77-87 | 85-60  | 87-78   | 74-77   | 82-74 | 78-66 | 68-62  | 84-71  |       |
| - Victoire à domicile - Victoire à l'extérieur - Match non disputé |       |         |        |        |       |       |       |       |       |       |        |         |         |       |       |        |        |       |

Mise à jour : fin 34e journée, 10 mai 2016

### Évolution du classement
| Équipe / Journée  | 1       | 2  | 3  | 4  | 5  | 6  | 7  | 8  | 9  | 10 | 11 | 12 | 13 | 14 | 15 | 16 | 17 | 18 | 19 | 20 | 21 | 22 | 23 | 24 | 25 | 26   | 27   | 28  | 29 | 30 | 31   | 32   | 33 | 34 | En tête | Relégable |  |
| ----------------- | ------- | -- | -- | -- | -- | -- | -- | -- | -- | -- | -- | -- | -- | -- | -- | -- | -- | -- | -- | -- | -- | -- | -- | -- | -- | ---- | ---- | --- | -- | -- | ---- | ---- | -- | -- | ------- | --------- |  |
| Équipe / Journée  | Antibes | 3  | 3  | 11 | 11 | 8  | 7  | 4  | 5  | 8  | 7  | 5  | 8  | 9  | 8  | 9  | 10 | 9  | 9  | 9  | 9  | 11 | 10 | 10 | 10 | 12   | 11   | 11  | 13 | 12 | 12   | 13   | 13 | 13 | 12      |           |  |
| Chalon-sur-Saône  | 10      | 6  | 3  | 4  | 3  | 5  | 8  | 9  | 9  | 5  | 7  | 6  | 7  | 7  | 7  | 8  | 7  | 7  | 6  | 6  | 4  | 3  | 3  | 8  | 8  | 8-1  | 8-1  | 7   | 5  | 3  | 5    | 4    | 4  | 4  |         |           |  |
| Châlons-Reims     | 15      | 17 | 14 | 14 | 14 | 16 | 13 | 11 | 10 | 12 | 13 | 13 | 12 | 13 | 12 | 13 | 13 | 13 | 15 | 15 | 14 | 13 | 13 | 13 | 13 | 13   | 13   | 12  | 13 | 13 | 12-1 | 12-1 | 12 | 13 |         | 1         |  |
| Cholet            | 9       | 5  | 9  | 13 | 12 | 14 | 15 | 15 | 15 | 16 | 17 | 17 | 17 | 16 | 17 | 15 | 14 | 14 | 13 | 13 | 15 | 14 | 14 | 14 | 15 | 15   | 15   | 15  | 15 | 15 | 15   | 15   | 15 | 15 |         | 4         |  |
| Dijon             | 2       | 1  | 1  | 7  | 7  | 9  | 10 | 12 | 11 | 8  | 8  | 4  | 8  | 5  | 8  | 7  | 8  | 11 | 11 | 11 | 9  | 9  | 9  | 9  | 9  | 9-1  | 10-1 | 9-1 | 9  | 9  | 9    | 9    | 9  | 9  | 2       |           |  |
| Gravelines        | 1       | 2  | 5  | 3  | 6  | 4  | 5  | 2  | 2  | 2  | 2  | 2  | 1  | 1  | 1  | 1  | 1  | 1  | 3  | 4  | 3  | 5  | 8  | 7  | 5  | 4    | 4    | 4   | 6  | 5  | 4    | 5    | 5  | 6  | 7       |           |  |
| Le Havre          | 11      | 16 | 17 | 18 | 18 | 18 | 18 | 18 | 18 | 18 | 18 | 18 | 18 | 18 | 18 | 18 | 18 | 18 | 18 | 18 | 18 | 18 | 18 | 18 | 18 | 18-1 | 18-1 | 18  | 18 | 18 | 18   | 18   | 18 | 18 |         | 30        |  |
| Le Mans           | 6       | 13 | 15 | 12 | 10 | 6  | 3  | 4  | 4  | 4  | 6  | 5  | 4  | 4  | 3  | 4  | 3  | 2  | 1  | 2  | 5  | 4  | 6  | 5  | 6  | 3    | 3    | 2   | 2  | 4  | 3    | 3    | 3  | 3  | 1       |           |  |
| Limoges           | 8       | 10 | 7  | 1  | 5  | 3  | 7  | 8  | 7  | 10 | 10 | 10 | 11 | 10 | 11 | 9  | 11 | 10 | 10 | 10 | 10 | 11 | 11 | 10 | 10 | 10   | 9    | 10  | 10 | 10 | 10   | 10   | 10 | 10 | 1       |           |  |
| Lyon-Villeurbanne | 5       | 8  | 2  | 2  | 1  | 1  | 1  | 1  | 1  | 1  | 1  | 1  | 2  | 2  | 4  | 2  | 4  | 4  | 7  | 7  | 6  | 6  | 5  | 3  | 3  | 5    | 5    | 5   | 7  | 7  | 6    | 6    | 6  | 6  | 8       |           |  |
| Monaco            | 16      | 11 | 10 | 6  | 4  | 8  | 6  | 6  | 5  | 3  | 3  | 3  | 3  | 3  | 2  | 3  | 2  | 3  | 5  | 3  | 2  | 2  | 2  | 2  | 2  | 2    | 1    | 1   | 1  | 1  | 1    | 1    | 1  | 1  | 8       |           |  |
| Nancy             | 12      | 14 | 16 | 16 | 17 | 17 | 17 | 17 | 17 | 17 | 16 | 15 | 14 | 14 | 15 | 16 | 15 | 15 | 14 | 14 | 13 | 15 | 15 | 15 | 16 | 16   | 16   | 16  | 16 | 16 | 16   | 16   | 16 | 16 |         | 6         |  |
| Nanterre          | 7       | 4  | 6  | 10 | 11 | 13 | 11 | 13 | 12 | 9  | 9  | 9  | 6  | 9  | 6  | 5  | 5  | 5  | 4  | 5  | 7  | 8  | 7  | 6  | 7  | 7    | 7    | 8   | 8  | 8  | 8    | 7    | 7  | 8  |         |           |  |
| Orléans           | 17      | 18 | 12 | 8  | 9  | 10 | 9  | 7  | 6  | 11 | 12 | 12 | 13 | 12 | 13 | 12 | 12 | 12 | 12 | 12 | 12 | 12 | 12 | 12 | 11 | 12   | 12   | 11  | 11 | 11 | 11   | 11   | 11 | 11 |         | 2         |  |
| Paris-Levallois   | 13      | 15 | 18 | 17 | 16 | 12 | 14 | 14 | 14 | 15 | 15 | 14 | 16 | 15 | 14 | 14 | 16 | 16 | 16 | 16 | 16 | 16 | 16 | 16 | 14 | 14   | 14   | 14  | 14 | 14 | 14   | 14-1 | 14 | 14 |         | 2         |  |
| Pau-Lacq-Orthez   | 4       | 9  | 8  | 9  | 13 | 11 | 12 | 10 | 13 | 13 | 11 | 11 | 10 | 11 | 10 | 11 | 10 | 8  | 8  | 8  | 8  | 7  | 4  | 4  | 4  | 6    | 6    | 6   | 4  | 6  | 7    | 8    | 8  | 7  |         |           |  |
| Rouen             | 18      | 12 | 13 | 15 | 15 | 15 | 16 | 16 | 16 | 14 | 14 | 16 | 15 | 17 | 16 | 17 | 17 | 17 | 17 | 17 | 17 | 17 | 17 | 17 | 17 | 17   | 17   | 17  | 17 | 17 | 17   | 17   | 17 | 17 |         | 22        |  |
| Strasbourg        | 14      | 7  | 4  | 5  | 2  | 2  | 2  | 3  | 3  | 6  | 4  | 7  | 5  | 6  | 5  | 6  | 6  | 6  | 2  | 1  | 1  | 1  | 1  | 1  | 1  | 1-1  | 2-1  | 3-1 | 3  | 2  | 2-1  | 2-2  | 2  | 2  | 7       |           |  |

-1 : En raison de la tenue de la demi-finale aller de l'Eurocoupe pour Strasbourg et de l'éventuelle belle du quart de finale de la Coupe d'Europe FIBA pour Chalon-sur-Saône, deux matchs de la 26e journée ont été reportés. Il s'agit des rencontres Le Havre/Chalon (déplacée au 6 avril, soit entre les 27e et 28e journées) et Dijon/Strasbourg (déplacée au 12 avril, entre les 28e et 29e journées).
À la suite de la participation de Strasbourg à la finale de l'Eurocoupe, sa rencontre contre Châlons-Reims (31e journée) a été repoussée d'une semaine, soit juste après les matchs réguliers de la 32e journée. Son déplacement à Paris-Levallois, comptant justement pour la 32e journée, a été repoussé de quelques jours, avant le déroulement de la journée suivante.

### Leaders statistiques
| Statistique                   | Joueur                | Équipe               | Moyenne |
| ----------------------------- | --------------------- | -------------------- | ------- |
| Évaluation                    | Devin Booker          | Chalon-sur-Saône     | 19,97   |
| Points                        | Michael Thompson      | Pau-Lacq-Orthez      | 17,76   |
| Rebonds                       | Mouphtaou Yarou       | Le Mans              | 10,79   |
| Rebonds défensifs             | Drew Gordon           | Châlons-Reims        | 6,77    |
| Rebonds offensifs             | Mouphtaou Yarou       | Le Mans              | 4,18    |
| Passes décisives              | Souleymane Diabate    | Rouen                | 6,46    |
| Interceptions                 | Andrew Albicy         | Gravelines-Dunkerque | 2,41    |
| Balles perdues                | Ángel Daniel Vassallo | Le Havre             | 3,15    |
| Contres                       | Moustapha Fall        | Antibes              | 1,48    |
| Fautes                        | Ángel Daniel Vassallo | Le Havre             | 3,50    |
| Fautes provoquées             | Steed Tchicamboud     | Le Mans              | 5,58    |
| Dunks                         | Moustapha Fall        | Antibes              | 2,41    |
| Pourcentage                   | Moustapha Fall        | Antibes              | 72,58 % |
| Pourcentage aux lancer-francs | Michael Thompson      | Pau-Lacq-Orthez      | 90,85 % |
| Pourcentage à 2 points        | Moustapha Fall        | Antibes              | 72,58 % |
| Pourcentage à 3 points        | Rodrigue Beaubois     | Strasbourg           | 52,00 % |

| Statistique                   | Équipe               | Moyenne |
| ----------------------------- | -------------------- | ------- |
| Évaluation                    | Chalon-sur-Saône     | 100,50  |
| Points                        | Chalon-sur-Saône     | 87,79   |
| Rebonds                       | Le Mans              | 39,12   |
| Rebonds défensifs             | Le Mans              | 25,97   |
| Rebonds offensifs             | Le Mans              | 13,15   |
| Passes décisives              | Strasbourg           | 20,56   |
| Interceptions                 | Gravelines-Dunkerque | 8,41    |
| Balles perdues                | Antibes              | 14,85   |
| Contres                       | Paris-Levallois      | 2,71    |
| Fautes                        | Monaco               | 22,44   |
| Fautes provoquées             | Monaco               | 20,24   |
| Dunks                         | Antibes              | 4,94    |
| Pourcentage aux tirs          | Strasbourg           | 50,20 % |
| Pourcentage aux lancer-francs | Chalon-sur-Saône     | 79,54 % |
| Pourcentage à 2 points        | Strasbourg           | 56,36 % |
| Pourcentage à 3 points        | Chalon-sur-Saône     | 39,00 % |

### Records statistiques
| Catégorie                  | Équipe                       | Date                                           | Record |
| -------------------------- | ---------------------------- | ---------------------------------------------- | ------ |
| Évaluation                 | Nancy                        | 10 mai 2016                                    | 147    |
| Points                     | Nancy                        | 10 mai 2016                                    | 121    |
| Paniers marqués            | ?                            | ?                                              | ?      |
| Paniers tentés             | ?                            | ?                                              | ?      |
| Paniers à 3 points réussis | Nanterre                     | 10 mai 2016                                    | 21     |
| Paniers à 3 points tentés  | Nanterre                     | 10 mai 2016                                    | 45     |
| Lancers francs réussis     | Le Mans                      | 26 février 2016                                | 41     |
| Lancers francs tentés      | Le Mans                      | 26 février 2016                                | 52     |
| Rebonds                    | Le Mans                      | 3 octobre 2015                                 | 54     |
| Rebonds offensifs          | Chalon-sur-Saône             | 6 février 2016                                 | 23     |
| Rebonds défensifs          | Nancy                        | 31 octobre 2015                                | 37     |
| Passes décisives           | Monaco                       | 12 mars 2016                                   | 33     |
| Interceptions              | Monaco                       | 19 mars 2016                                   | 18     |
| Balles perdues             | Châlons-Reims Limoges Monaco | 18 décembre 2015 25 mars 2016 13 novembre 2015 | 23     |
| Contres                    | Nancy                        | 31 octobre 2015                                | 9      |
| Tirs contrés               | Pau-Lacq-Orthez              | 31 octobre 2015                                | 9      |
| Fautes                     | Monaco                       | 26 février 2016                                | 37     |
| Fautes provoquées          | Le Mans                      | 26 février 2016                                | 36     |

## Playoffs

### Tableau
|  | Quarts de finale | Quarts de finale     | Quarts de finale  | Quarts de finale | Quarts de finale |      |            | Demi-finales     | Demi-finales | Demi-finales | Demi-finales | Demi-finales | Demi-finales | Demi-finales |  |  | Finale | Finale            | Finale | Finale | Finale | Finale | Finale |
|  |                  |                      |                   |                  |                  |      |            |                  |              |              |              |              |              |              |  |  |        |                   |        |        |        |        |        |
|  | 1                | Monaco               | 93                | 83               |                  |      |            |                  |              |              |              |              |              |              |  |  |        |                   |        |        |        |        |        |
|  | 8                | Nanterre             | 76                | 64               |                  |      |            |                  |              |              |              |              |              |              |  |  |        |                   |        |        |        |        |        |
|  | 8                | Nanterre             | 76                | 64               |                  | 1    | Monaco     | 67               | 67           | 58           | 59           |              |              |              |  |  |        |                   |        |        |        |        |        |
|  |                  |                      |                   |                  |                  | 1    | Monaco     | 67               | 67           | 58           | 59           |              |              |              |  |  |        |                   |        |        |        |        |        |
|  |                  | 5                    | Lyon-Villeurbanne | 73               | 61               | 65   | 80         |                  |              |              |              |              |              |              |  |  |        |                   |        |        |        |        |        |
|  | 4                | 5                    | Lyon-Villeurbanne | 73               | 61               | 65   | 80         | Chalon-sur-Saône | 65           | 71           |              |              |              |              |  |  |        |                   |        |        |        |        |        |
|  | 4                |                      |                   |                  |                  |      |            | Chalon-sur-Saône | 65           | 71           |              |              |              |              |  |  |        |                   |        |        |        |        |        |
|  | 5                | Lyon-Villeurbanne    | 77                | 79               |                  |      |            |                  |              |              |              |              |              |              |  |  |        |                   |        |        |        |        |        |
|  |                  |                      |                   |                  |                  |      |            |                  |              |              |              |              |              |              |  |  | 5      | Lyon-Villeurbanne | 73     | 61     | 90     | 60     | 80     |
|  |                  | 2                    | Strasbourg        | 80               | 73               | 69   | 59         | 77               |              |              |              |              |              |              |  |  |        |                   |        |        |        |        |        |
|  | 2                | Strasbourg           | 72                | 97               |                  |      |            |                  |              |              |              |              |              |              |  |  |        |                   |        |        |        |        |        |
|  | 7                | Pau-Lacq-Orthez      | 67                | 88               |                  |      |            |                  |              |              |              |              |              |              |  |  |        |                   |        |        |        |        |        |
|  | 7                | Pau-Lacq-Orthez      | 67                | 88               |                  | 2    | Strasbourg | 85               | 80           | 87           |              |              |              |              |  |  |        |                   |        |        |        |        |        |
|  |                  |                      |                   |                  |                  | 2    | Strasbourg | 85               | 80           | 87           |              |              |              |              |  |  |        |                   |        |        |        |        |        |
|  |                  | 3                    | Le Mans           | 64               | 77               | 80ap |            |                  |              |              |              |              |              |              |  |  |        |                   |        |        |        |        |        |
|  | 3                | 3                    | Le Mans           | 64               | 77               | 80ap | Le Mans    | 76               | 74           | 83           |              |              |              |              |  |  |        |                   |        |        |        |        |        |
|  | 3                |                      |                   |                  |                  |      | Le Mans    | 76               | 74           | 83           |              |              |              |              |  |  |        |                   |        |        |        |        |        |
|  | 6                | Gravelines-Dunkerque | 67                | 75               | 77               |      |            |                  |              |              |              |              |              |              |  |  |        |                   |        |        |        |        |        |

## Récompenses individuelles

### Trophées LNB
Les trophées ont été décernés en avril 2016
| Meilleur joueur (MVP) - Devin Booker (Chalon) Meilleur marqueur - Michael Thompson (Pau-Lacq-Orthez) Meilleur entraîneur - Vincent Collet (Strasbourg) Meilleur défenseur - Charles Kahudi (ASVEL) Meilleur jeune - Frank Ntilikina (Strasbourg) | Meilleure progression - Wilfried Yeguete (Pau-Lacq-Orthez) Meilleur contreur - Moustapha Fall (Antibes) Meilleur entraîneur des centres de Formation - Julien Martin (Pau-Lacq-Orthez) Meilleur arbitre - Joseph Bissang |

Meilleur sixième homme
Depuis la saison 2014-2015, le trophée du sixième homme (officiellement « trophée DLSIxième homme » du nom du sponsor principal, DLSI) récompense le meilleur remplaçant de chacune des deux phases (aller et retour) du championnat de France de Pro A. Pour être éligible, un joueur doit avoir disputé au moins les deux tiers des rencontres de son équipe, tout en s'étant trouvé dans le cinq majeur dans moins d'un tiers de ceux-ci,.
- Phase aller :  Matt Howard (Strasbourg)
- Phase retour :  Mathias Lessort (Chalon)

### MVPs par mois de la saison régulière
| Mois     | Joueur            | Équipe           | Évaluation | Points | Rebonds | Passes |
| -------- | ----------------- | ---------------- | ---------- | ------ | ------- | ------ |
| Octobre  | Rodrigue Beaubois | Strasbourg       | 16,5       | 18,2   | 1,7     | 1,5    |
| Novembre | Tim Blue          | Antibes          | 20,0       | 18,8   | 5,8     | 3,0    |
| Décembre | Mouphtaou Yarou   | Le Mans          | 18,4       | 11,4   | 12,2    | 0,2    |
| Janvier  | Devin Booker      | Chalon-sur-Saône | 31,7       | 22,3   | 10,3    | 4,3    |
| Février  | John Roberson     | Chalon-sur-Saône | 21,0       | 18,3   | 1,3     | 8,3    |
| Mars     | Michael Thompson  | Pau-Lacq-Orthez  | 16,2       | 18,4   |         | 4,4    |
| Avril    | Jamal Shuler      | AS Monaco        | 14,8       | 16,7   | 5,2     | 3,2    |

## Clubs engagés en Coupe d'Europe

### Euroligue
| Équipe     | Saison régulière | Saison régulière | Top 16               | Top 16               | Playoffs             | Playoffs             | Bilan général |
| Équipe     | Groupe           | Vic-Def          | Groupe               | Vic-Def              | Stade                | Vic-Def              | Vic-Def       |
| Limoges    | 5e du groupe B   | 3 - 7 (30 %)     | Reversé en EuroCoupe | Reversé en EuroCoupe | Reversé en EuroCoupe | Reversé en EuroCoupe | 3 - 7 (30 %)  |
| Strasbourg | 6e du groupe A   | 3 - 7 (30 %)     | Reversé en EuroCoupe | Reversé en EuroCoupe | Reversé en EuroCoupe | Reversé en EuroCoupe | 3 - 7 (30 %)  |

### EuroCoupe
| Équipe     | Saison régulière            | Saison régulière            | Last 32        | Last 32      | Playoffs           | Playoffs         | Bilan général      |
| Équipe     | Groupe                      | Vic-Def                     | Groupe         | Vic-Def      | Stade              | Vic-Nul-Def      | Vic-Nul-Def        |
| Nanterre   | 5e du groupe A              | 4 - 6 (40 %)                | Éliminé        | Éliminé      | Éliminé            | Éliminé          | 4 - 0 - 6 (40 %)   |
| Le Mans    | 5e du groupe B              | 3 - 7 (30%)                 | Éliminé        | Éliminé      | Éliminé            | Éliminé          | 3 - 0 - 7 (30%)    |
| Limoges    | Participation à l'Euroligue | Participation à l'Euroligue | 2e du groupe I | 3 - 3 (50 %) | Huitième de finale | 1 - 0 - 1 (50 %) | 7 - 0 - 11 (39 %)  |
| Nancy      | 6e du groupe C              | 2 - 8 (20 %)                | Éliminé        | Éliminé      | Éliminé            | Éliminé          | 2 - 0 - 8 (20 %)   |
| Strasbourg | Participation à l'Euroligue | Participation à l'Euroligue | 2e du groupe H | 4 - 2 (67 %) | Finaliste          | 4 - 1 - 3 (50 %) | 11 - 1 - 12 (46 %) |

### Coupe d'Europe FIBA
| Équipe            | Saison régulière | Saison régulière | Last 32         | Last 32      | Playoffs           | Playoffs     | Bilan général |
| Équipe            | Groupe           | Vic-Def          | Groupe          | Vic-Def      | Stade              | Vic-Def      | Vic-Def       |
| Lyon-Villeurbanne | 1er du groupe A  | 5 - 1 (83 %)     | 1er du groupe O | 5 - 1 (83 %) | Huitième de finale | 0 - 2 (0%)   | 10 - 4 (71%)  |
| Chalon-sur-Saône  | 1er du groupe D  | 5 - 1 (83 %)     | 1er du groupe R | 5 - 1 (83 %) | Troisième          | 5 - 2 (71 %) | 15 - 4 (79 %) |
| Le Havre          | 1er du groupe E  | 4 - 2 (66 %)     | 4e du groupe S  | 3 - 3 (50 %) | Éliminé            | Éliminé      | 7 - 5 (58 %)  |